# Tesero
Tesero település Olaszországban, Trento megyében. Lakosainak száma 2961 fő (2023. január 1.). Tesero Cavalese, Nova Ponente, Panchià, Pieve Tesino, Predazzo és Ville di Fiemme községekkel határos.

## Népesség
A település népességének változása:
| Lakosok száma | 2931 | 2940 | 2961 |
|               | 2017 | 2018 | 2023 |